# 에콰도르의 행정 구역
다음은 에콰도르의 행정 구역에 관한 서술이다. 24개의 주로 나뉘어 있으며, 이 주 밑에 칸톤이라는 행정 구역이 221개 존재한다.